# Haliplus carinatus
Haliplus carinatus är en skalbaggsart som beskrevs av Guignot 1936. Haliplus carinatus ingår i släktet Haliplus och familjen vattentrampare. Inga underarter finns listade i Catalogue of Life.